# يونيفيرسيتاس 21
يونيفيرسيتاس 21 (باللاتينية: Universitas 21) هي شبكة جامعات عالمية أسست عام 1997 حيث تتكون من 24 جامعة وموجودة في أكثر من 16 دولة ومنطقة، لقد أُسست هذه الشبكة كمصدر ومرجع عالمي للتفكير الاستراتيجي وتعنى أيضا بقضايا عالمية مهمة، كما تتعاون جامعات هذه الرابطة على مستوى الدراسات الجامعية وأبحاث الدراسات العليا حيث يشارك مئات الطلبة سنوياً في برنامج التبادل الطلابي.
في عام 2001 وبجهد تعاوني مع تعليم تومسون شكلت هذه الرابطة جامعة إلكترونية عرفت باسم يونيفيرسيتاس 21 العالمية واتخذت سنغافورة كمركز رئيسي لها، يدار البرنامج بوساطة شركة يونيفيرسيتاز 21 التربوية المحدودة التي عقدت في قورنسي واتخذت مقر اساسي لها في ولا ية فرجينيا في أمريكا وذلك بالقرب من جامعة فرجينيا
تعليم تومسون أصبح تعليم سين قيج وقد باع 50% من أسهمه في جامعة يونيفيرسيتاس 21 بمبلغ غير مكشوف عنه إلى موريتياس التي تعتمد على تعليم مانيبال العالمي.